# Tonalamatl Aubin
Ne doit pas être confondu avec Codex Aubin.

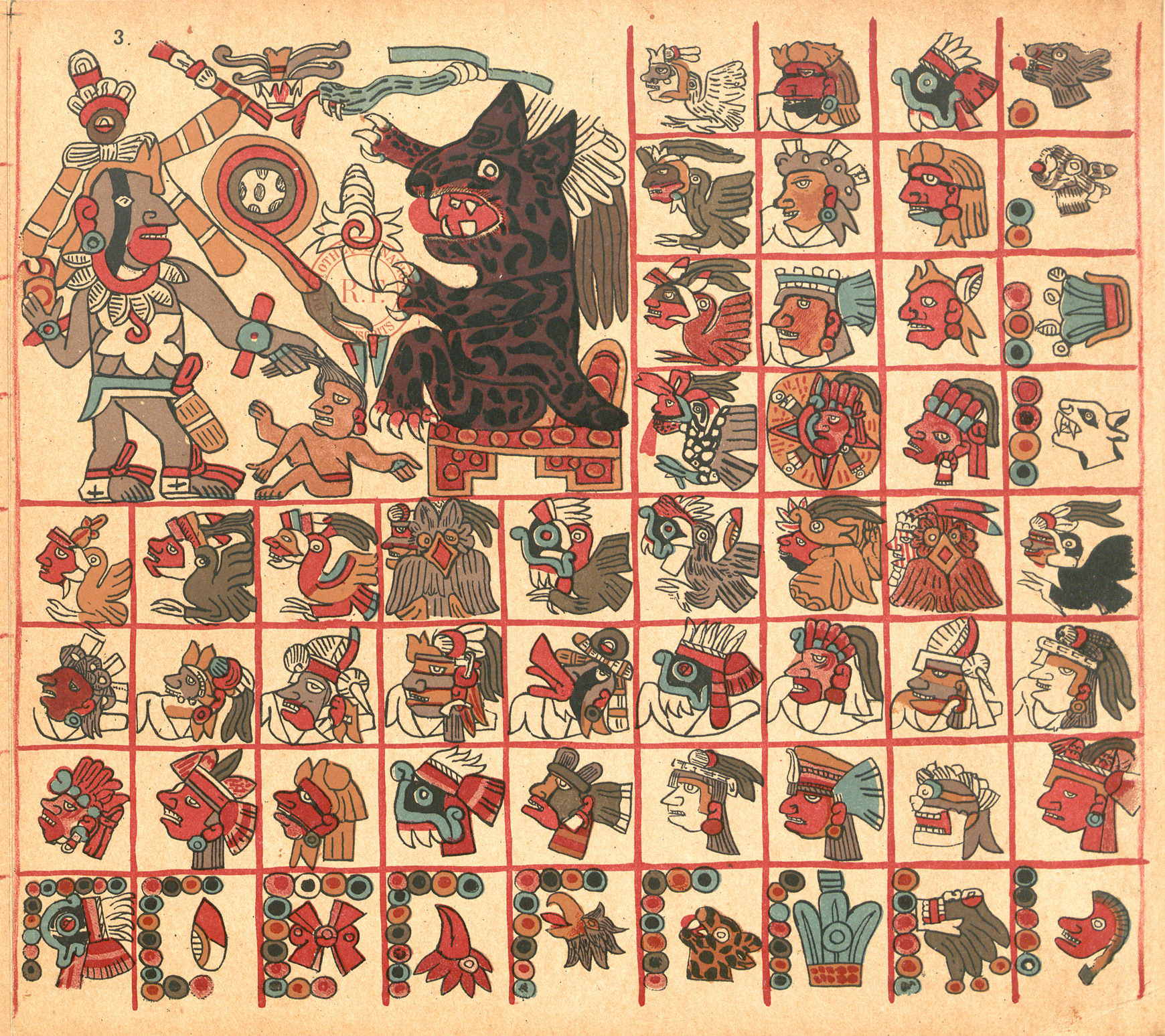
La page 3 du Tonalamatl Aubin est la première du codex en son état actuel de conservation.

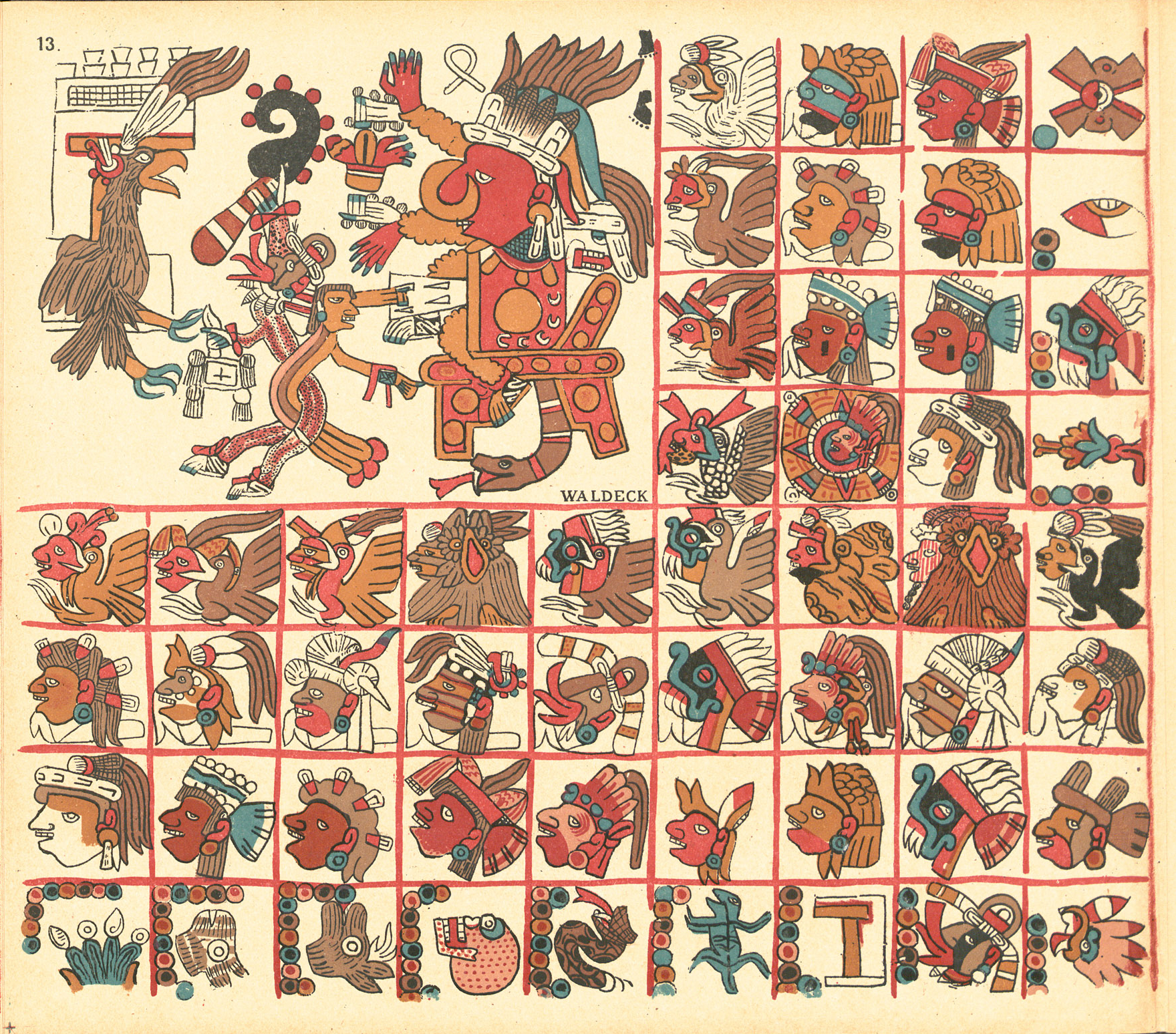
La page 13 représente, comme toutes les autres pages du Tonalamatl Aubin, les dieux patrons de la treizaine en haut à gauche (ici, Tlazolteotl et Tezcatlipoca), ainsi que les jours de la treizaine dans les neuf cadres de la ligne du bas et les quatre premiers de la colonne de droite.

Le Tonalamatl Aubin est un codex aztèque probablement réalisé peu après la conquête de l'Empire aztèque (1519-1521), peut-être dans la région de Tlaxcala où l'a acquis Lorenzo Boturini.

## Caractéristiques physiques
Ce codex est une longue bande de papier d'amate pliée en accordéon en 18 pages ; chaque page étant dédiée à une des vingt treizaines du calendrier aztèque rituel (le « tonalpohualli »), le codex comportait très probablement deux pages supplémentaires, au début, qui ont été perdues. Son format est de 24 × 27 cm.

## Contenu
Chacune des pages décrit les éléments reliés à une treizaine particulière : les représentations des divinités apparaissent dans le quart supérieur gauche, entourées, à droite et en bas, par 52 cadres contenant des glyphes représentants des entités associées à la treizaine (seigneurs du jour et de la nuit, oiseaux du bec desquels sortent des divinités) et les jours de la treizaine avec leur glyphe et leur chiffre respectif.

## Histoire
Le codex a été acquis par Lorenzo Boturini, collectionneur italien de codex mésoaméricains, en 1740. Il fut ensuite confisqué avec le reste de la collection et transféré aux archives du secrétaire du vice-roi de la Nouvelle-Espagne.
Volé à la Bibliothèque Nationale de France le 19 Juin 1982, retrouvé à Cancun, déposé à fin conservatoire à la Bibliothèque Nationale d'Anthropologie et d'Histoire de Mexico, Il ne sera jamais restitué, le président François Mitterrand avalisant une forme de donation, entrainant la démission de la conservatrice de la BNF 
Il est maintenant conservé à la bibliothèque nationale d'anthropologie et d'histoire de Mexico.